# Chruściel
Chruściel (niem. Tiedmannsdorf) – wieś w Polsce, położona w województwie warmińsko-mazurskim, w powiecie braniewskim, w gminie Płoskinia, przy drodze wojewódzkiej nr 506 i w pobliżu linii kolejowej Elbląg-Braniewo-Królewiec. W kierunku północno-zachodnim od miejscowości znajduje się węzeł drogowy Chruściel (Braniewo Południe) w ciągu drogi krajowej nr 22 (dawna Berlinka). Wieś znajduje się w historycznym regionie Warmia.
Wieś lokowana w 1296 przez biskupa warmińskiego Henryka Fleminga.
Do 1954 roku siedziba gminy Chruściel. W latach 1975–1998 wieś administracyjnie należała do województwa elbląskiego.

## Zabytki
- Kościół Przenajświętszej Trójcy – wybudowany w latach 1719–1721 w stylu barokowym, rozbudowany w 1925, wtedy przedłużono nawę i dobudowano wieżę z dachem dwuspadowym. Nad wejściem barokowa figura, nawa nakryta pozornym sklepieniem kolebkowym ze scenami Wniebowzięcia oraz wizerunkami świętych wykonanymi w 1729. Nad prezbiterium sklepienie krzyżowe. Wyposażenie pochodzi z przełomu XVII i XVIII wieku, wyróżniają się manierystyczne ołtarze boczne[5]. Dzwony z 1491 i z XVII wieku[6][7]:

## Galeria

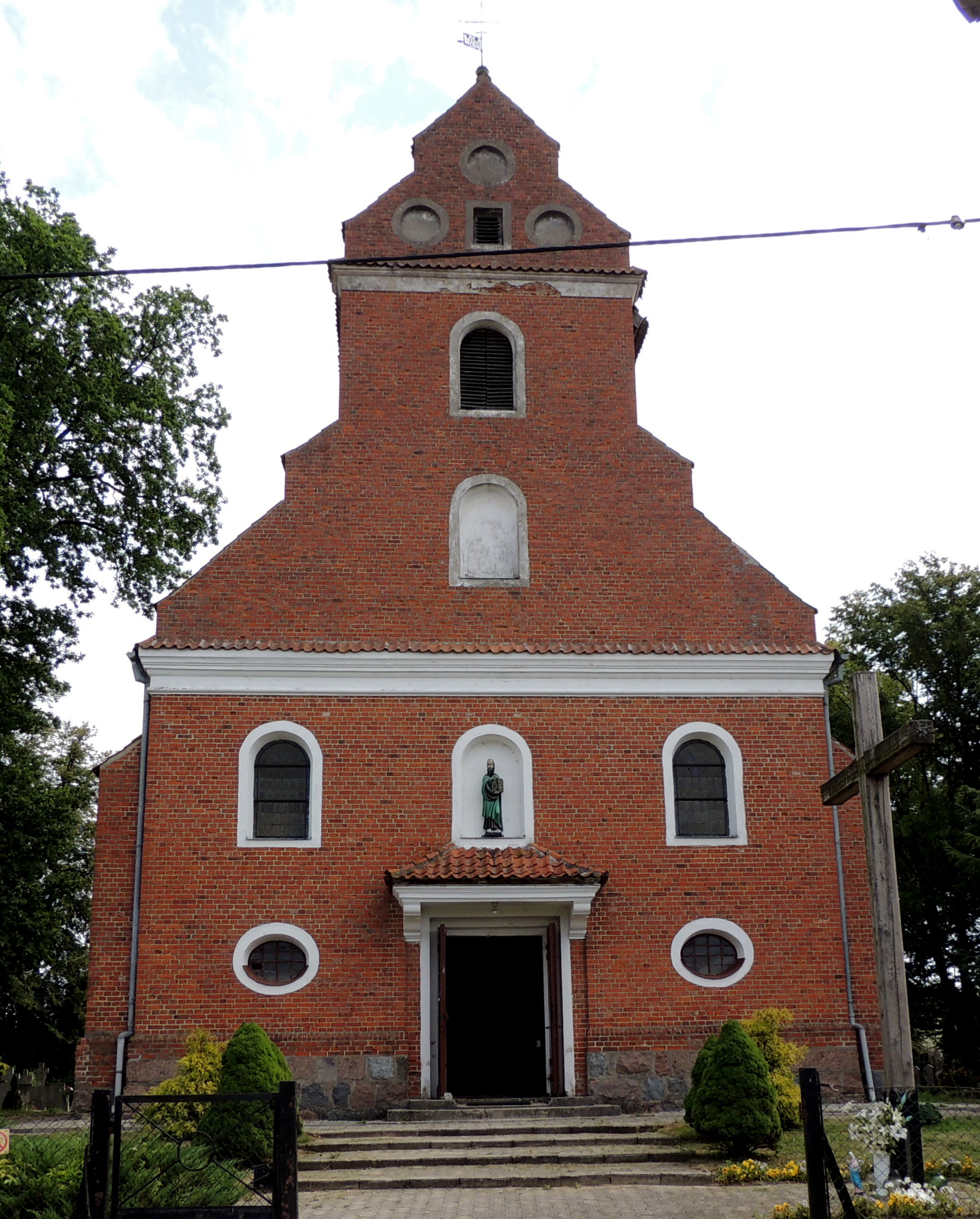
Kościół Świętej Trójcy w Chruścielu
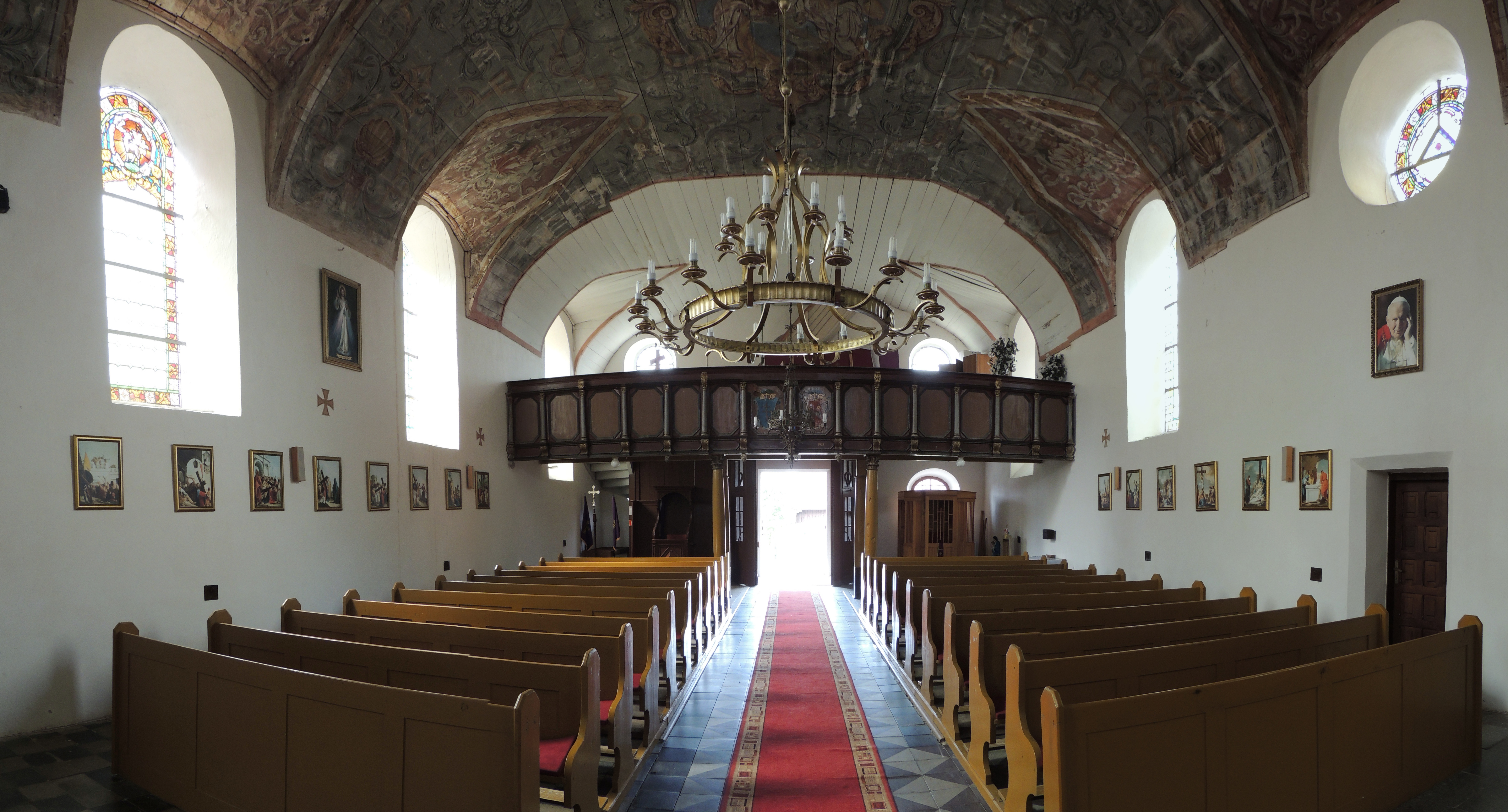
Wnętrze kościoła, widok od strony ołtarza
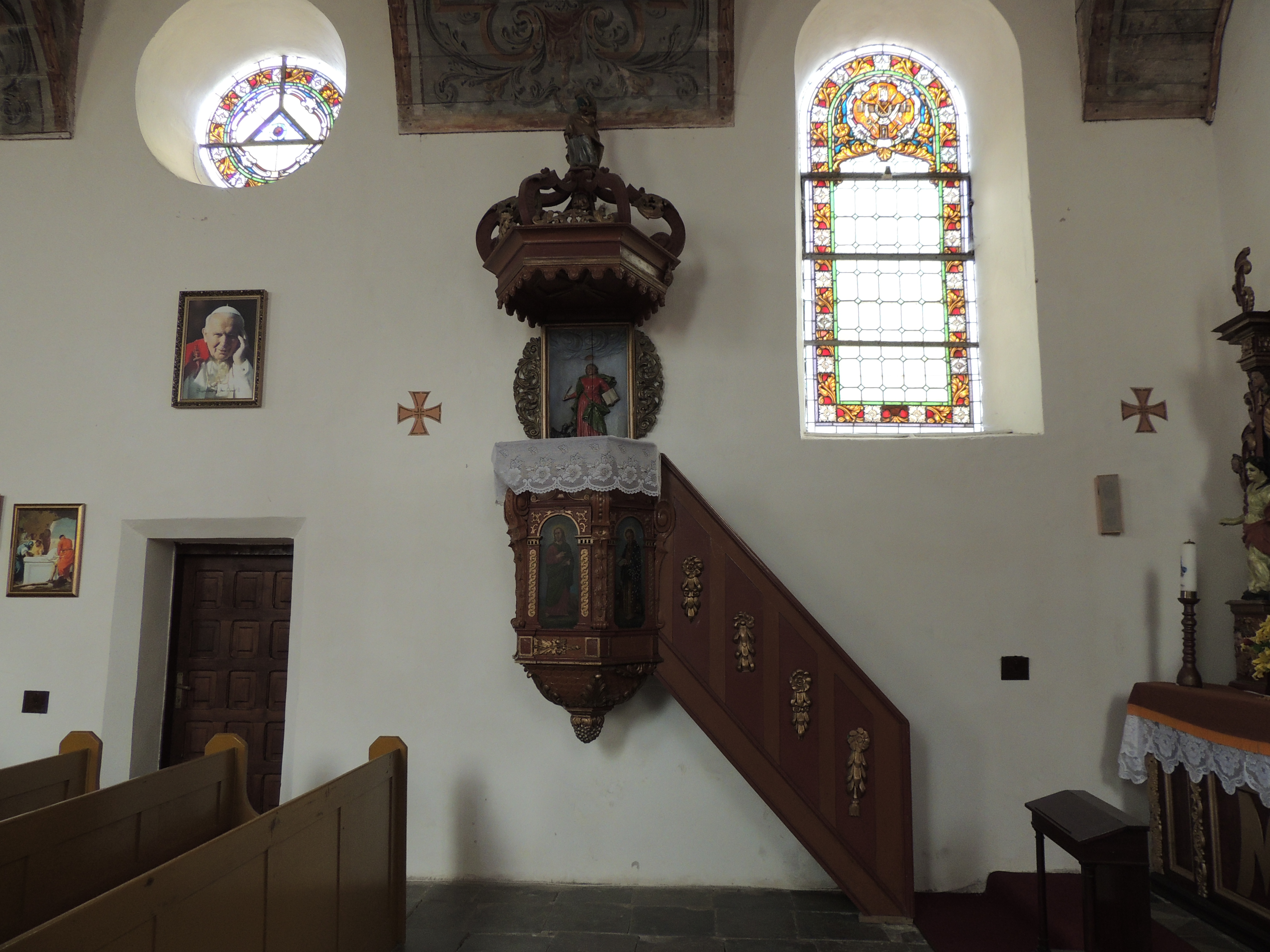
Wnętrze kościoła, ambona
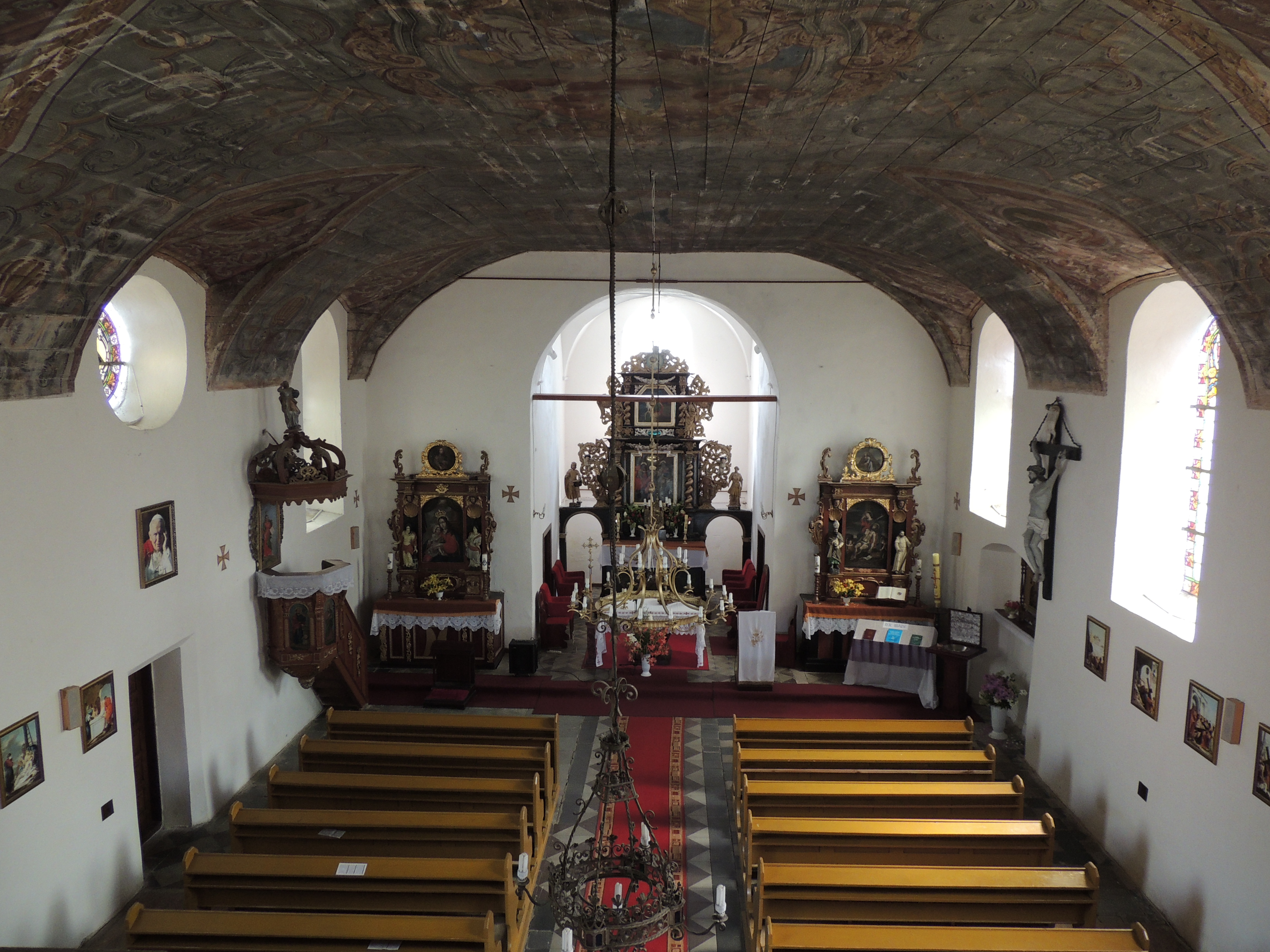
Kościół, widok z chóru na ołtarz